# Chimie generală
Chimia generală este un curs de chimie predat adesea la nivel de liceu și la nivel universitar introductiv, destinat să servească ca o introducere pentru o largă varietate de concepte chimice. De asemenea, reprezintă unul dintre puținele cursuri de chimie din majoritatea universităților care nu explorează în mod explicit o anumită ramură, precum chimia organică sau chimia analitică. 
Cursurile de chimie generală introduc în mod tipic concepte precum stoechiometria, prezicerea produșilor de reacție, termodinamică, chimie nucleară, electrochimie, cinetică chimică și multe dintre conceptele de bază ale chimiei fizice.  Deși lista de subiecte acoperite este de obicei largă – ceea ce îi determină pe unii să critice faptul că incurajează memorizarea – cursurile de chimie generală sunt esențiale în înțelegerea unor noțiuni chimice și fizice fundamentale. 

## Concepte predate
Conceptele predate într-un curs tipic de chimie generală sunt următoarele: 
- cinetică chimică
- conservarea energiei
- conservarea masei
- electrochimie
- echilibru chimic
- legea proporțiilor definite
- legile gazelor
- legătura chimică
- solubilitate
- stoechiometria
- structura nucleului atomic și chimie nucleară
- tabelul periodic al elementelor și periodicitate în sistemul periodic
- teoria atomică
- teoria acido-bazică
- termodinamică chimică